# 金山インターチェンジ
金山インターチェンジ（かねやまインターチェンジ）は、山形県最上郡金山町で事業中の東北中央自動車道（新庄金山道路・金山道路）のインターチェンジである。名称は仮称である。

## 接続する道路
- 直接接続
  - 国道344号
- 間接接続
  - 国道13号

## 歴史
- 2015年（平成27年）度 : 新庄金山道路が事業化[1]。
- 2018年（平成30年）度 : 金山道路が事業化[2]。
- 未定 : 新庄金山道路・新庄真室川IC - 金山IC間開通に伴い供用開始予定[3]。
- 未定 : 金山道路・金山IC - 金山北IC間開通予定[4]。

## 隣
E13 東北中央自動車道（新庄金山道路・金山道路）
金山南IC（仮称・事業中） - 金山IC（仮称・事業中） - 金山北IC（仮称）